# Enäjärvi (sjö i Egentliga Finland)
Enäjärvi är en sjö i Pyhäranta kommun och Letala stad i Finland.   Den ligger i landskapet Egentliga Finland, i den sydvästra delen av landet, 210 km väster om huvudstaden Helsingfors. Enäjärvi ligger 27 meter över havet. Arean är 44,3 hektar och strandlinjen är 4,47 kilometer lång. Sjön  ingår i Bottenhavets kustområde.   I omgivningarna runt Enäjärvi växer i huvudsak barrskog.